# 주디 타일러
주디 타일러(Judy Tyler, 1932년 10월 9일 ~ 1957년 7월 3일)는 미국의 배우다.

## 젊은 시절 및 경력
주디스 메이 헤스는 밀워키 태생의 공연업계 가정 출신이다. 뒷배경에 걸맞게 무용 및 연기를 배워나갔다. 청소년기부터 배우 경력을 시작, 1950년에서 1953년간 《하우디 두디》에서 서머폴 윈터스프링 공주 역으로 정규 출연했다.
모친처럼 성가대 소녀를 지낸 타일러의 경력은 《파이프 드림》에서 주역을 맡음으로써 필경 세상 빛을 보게 된다. 《라이프》는 전면 사진에 전도유망한 스타로서 타일러를 싣고 비약하는 브로드웨이 배우들에 대한 이야기를 소개했다. 《하우디 두디》 및 브로드웨이 출연 동안 뉴저지주 티넥에서 부모와 살았다.
할리우드 등단 기회를 받아들여 영화 《밥 걸 고즈 칼립소》(1957년)에 출연, 이후 엘비스 프레슬리 주연의 《제일하우스 록》(1957년)에 발탁되었다. 절명에서 육 개월 남짓한 1957년 12월 8일, 《페리 메이슨》의 〈The Case of the Fan Dancer's Horse〉 편에서 아이린 킬비 역으로 빈객 출연했다.

## 사망
프레슬리 주연 영화 촬영을 완연 끝낸 뒤, 두 번째 남편 그레고리 라피엣과 뉴욕에 있는 집으로 돌아가는 길이었다. 1957년 7월 3일 와이오밍주을 걸쳐 주행하던 중 록 비버 근방의 국도 제287호선에서 교통 사고에 휘말렸다. 당시 24세 타일러는 즉사, 당시 19세 남편은 다음 날 사망했다. 상대 차 탑승자 역시 사망했다. 경찰은 라피엣이 트레일러를 맨 차량과의 충돌을 피하느라 방향을 확 꺾는 바람에 다른 차량과 충돌했다고 발표했다.
타일러의 화장된 재는 뉴욕 시 펀클리프 묘지의 남편 측 가족 봉안당에 안치되어 있다.